# Damp (album)
Damp è un album raccolta di Foetus, pubblicato nel 2006 dalla Ectopic Ents.
Ufficialmente chiamato come "album satellite", Damp raccoglie del materiale scritto fino al 2003 e mai pubblicato, tra cui alcuni duetti con band come The The, Melvins e Rotoskop. Il disco è stato distribuito dallo stesso Thirlweel attraverso il suo sito internet ufficiale.

## Tracce
1. "I Hate You All" – 3:26
2. "Antabuse" – 1:51
3. "Chimera" – 4:55
4. "Into the Light" – 6:33
5. "Shrunken Man" (Matt Johnson) – 5:00
6. "Mine Is No Disgrace" (Buzz Osborne / Thirlwell) – 8:23
7. "Hemo the Cuckold" – 7:29
8. "Not in Your Hands" – 5:20
9. "Paging Dr. Strong" (Rotoskop / Thirlwell) – 3:50
10. "Blessed Evening (Phylr Remix)" – 4:12
11. "Sieve" – 5:00
12. "Cold Shoulder" – 16:08